# Біткойн
Бітко́йн або бітко́їн, розм. біто́к (англ. bitcoin; BTC, XBT) — децентралізована електронна платіжна система, концепт якої був опублікований 2008 року Сатоші Накамото, і реалізований ним як відкрите програмне забезпечення у 2009 році. Згодом подібні системи почали називати криптовалютами.
Біткойн не має централізованого управління та емітентів. Транзакції з цифровим підписом між двома адресами передаються до всіх вузлів мережі peer-to-peer, а самі дані про переміщення біткойнів зберігаються у блокчейні — ланцюгу криптографічно пов'язаних блоків, якій після створення дуже витратно змінити чи підробити. Для запобігання можливості трати чужих біткойнів або подвійного використання своїх власних застосовуються криптографічні методи.
Біткойн критикують з різних причин, зокрема як спекулятивну бульбашку та за марнотратство енергії[⇨].

## Позначення
Для скорочення замість слова «Bitcoin» часто використовується абревіатура BTC. Такий запис схожий на коди валют, однак подібний код міжнародним стандартом ISO 4217 не присвоєно. 7 жовтня 2014 року Bitcoin Foundation опублікувала плани домогтися стандартизації коду для біткойнів. Запис BTC суперечить прийнятій в стандарті системі — іменувати «глобальні товари» починаючи з X (наприклад, золото має код XAU). Як кандидата розглядають варіант XBT.
При вказівці BTC або XBT мається на увазі розрахункова одиниця, а не мережа, набір алгоритмів або будь-яка інша річ, що належить до них. Знак біткойна затверджений для включення в планований стандарт Юнікоду версії 9.0, йому присвоєно номер U+20BF. Іноді застосовують символ ฿ — знак тайського бата, але він сумісний не з усіма кодуваннями і шрифтами. URI-схема «bitcoin:» офіційно включена в специфікації WHATWG для HTML5. Біткойн також планується додати в список валют у Microsoft Excel 2016.

## Принципи роботи
За задумом творця системи — Сатоші Накамото, — гроші повинні вільно (без зовнішнього контролю) передаватись від їх володаря до отримувача (який стає наступним володарем) і щоб уникнути інфляції будь-яка централізована грошова емісія повинна бути скасована. Власне це і стало головними принципами системи біткойн. Нові біткойни з'являються виключно за алгоритмом, яким наперед визначені їх кількість та час появи, і який не залежить від рішень будь-яких державних органів, організацій чи окремих осіб. Приблизно раз на 10 хвилин до блокчейну додається новий черговий блок і той, хто його згенерував як винагороду отримує фіксовану кількість біткойнів «від системи», тобто це нові біткойни, яких раніше не існувало. Попервах така винагорода становила 50 біткойнів (див. також розділ Майнінг)
Загалом, отримати біткойни можливо двома варіантами: як винагороду за генерацію чергового блоку (майнінг) або від когось як переказ на свою адресу, наприклад в обмін на традиційну валюту або надані товари (послуги).
Накамото вважав надзвичайно важливим, щоб тільки дійсний володар грошей міг їх використати і у нього не повинно бути ніяких обмежень по розміру і напрямках використання, тобто без можливостей будь-якої заборони, зокрема з боку державних органів або адміністратора платіжної системи. Біткойни, які знаходяться на певному рахунку, може передати на інший рахунок тільки той, хто володіє закритим ключем, з яким пов'язаний номер рахунку. Щоправда, є механізм, коли з рахунком пов'язано відразу декілька ключів, але це завжди визначених угодою (контрактом) обмежена кількість ключів і спрямовано це на виконання контракту, а не на обмеження користування звичайним рахунком.
Для забезпечення такого функціонування система покладається на криптографічні принципи підтвердження прав розпорядження біткойнами (шифрування з закритим та відкритим ключами). При цьому самі біткойни ніяк не кодуються і є лише цифровим записом їх кількості, що доступна володарю приватного (закритого) ключа зазначеної адреси для передачі на будь-яку (навіть неіснуючу) іншу адресу. Для зберігання ключів до своїх адрес користувачі зазвичай використовують файл, який називають гаманцем (англ. wallet). У такому файлі не зберігаються самі біткойни, а лише ключі доступу до відповідних адрес. А біткойни завжди «прив'язані» саме до своєї поточної адреси і будь-хто завжди може перевірити поточний стан будь-якої адреси, навіть не знаючи жодного ключа до неї.
Для здійснення транзакції користувач вказує бажану до передачі кількість біткойнів, адресу отримувача (яка є перетвореним відкритим ключем отримувача) і підписує це своїм особистим закритим ключем. Комп'ютер отримувача може взагалі не мати підключення до мережі, досить лише надати відправнику свою адресу, яку можна генерувати без зовнішніх підключень. Але щоб передати біткойни, треба обов'язково під'єднатись до мережі хоча б на малий час, щоб передати інформацію про транзакцію.
Пірингова мережа перевіряє відповідність адреси відправника і сформованого електронного підпису. Зазвичай одержувач майже миттєво бачить транзакцію, але спочатку як «непідтверджену». Транзакція може бути визнана недійсною через конфлікт транзакцій (наприклад, коли відправник направляє ті самі біткойни у двох транзакціях). Це може статися, коли у програмному забезпеченні відправника є помилка або коли він навмисно робить спробу шахрайства. Щоб запобігти подвійному використанню одних і тих самих біткойнів, усі транзакції транслюються іншим учасникам, потім вони групуються у блоки, які додаються у ланцюг блокчейну. Блоки пов'язані не тільки через нумерацію, але і через збереження у поточному блоку хешу попереднього блоку. Дуже важливою умовою формування блоку є підбір додаткового параметру (беззмістовного «сміття») таким чином, щоб хеш-сума блоку була менше за визначене число (рівень складності, див. також Доказ виконаної роботи). Ця умова вимагає витратити значний час на формування чергового блоку, але миттєво перевіряється. Рівень складності при формуванні блоку регулюється системою так, щоб середній час між появою двох блоків становив 10 хвилин. Така пов'язаність блоків робить неможливим вибіркову зміну інформації транзакцій без використання для зміни обчислювальної потужності більшої, ніж сукупна потужність решти мережі біткойн. Після включення транзакції до блоку вона вважається «підтвердженою», а будь-яке інше відправлення тих самих біткойнів з цього самого рахунку буде вважатись помилкою, не буде включатись до чергового блоку і не отримає свого «підтвердження». Усі учасники системи перевіряють чинність кожної транзакції й кожного блоку та ігнорують ті, що порушують правила.
Вартість біткойна визначається виключно співвідношенням пропозиції та попиту, ніхто не зобов'язаний підтримувати будь-який ціновий рівень, не існує механізму обов'язковості обміну біткойнів на будь-які гроші, цінні папери, товари чи інші активи.

### Випуск біткойнів

#### Майнінг

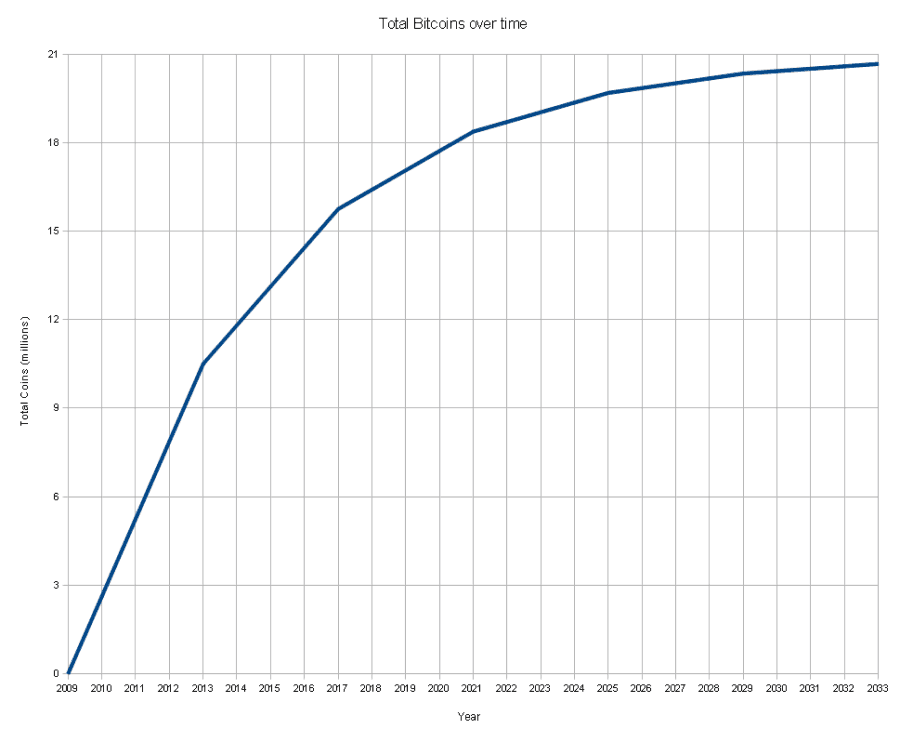
Запланована кількість біткойнів за 2009—2033 роки

Діяльність зі створення нових блоків заради можливості отримати винагороду емітованими (новими) біткойнами та доданими до них комісійними зборами отримала назву «майнінг» (від англ. mining — видобуток корисних копалин). Випуск нових біткойнів не залежить від будь-якого регуляторного органу, обсяг емісії відомий заздалегідь.
У початкових версіях програми не було окремої системи для майнінгу — і його, і транзакції виконував єдиний клієнт. Досить швидко рівень складності генерації нового блоку зріс так, що використовувати для майнінгу звичайний комп'ютер стало економічно недоцільно. Алгоритм гарантує, що система з будь-якою загальною потужністю буде генерувати новий блок приблизно за 10 хвилин. Таким чином, чим більша сукупна потужність мережі, тим менші шанси окремому користувачу успішно згенерувати новий блок.
Спочатку розмір емісії при створенні блоку становив 50 біткойнів. Після формування кожних 210 000 блоків (приблизно раз на 4 роки) запрограмовано розмір винагороди новими біткойнами зменшувати вдвічі, тобто це значення є спадною геометричною прогресією. Загальний обсяг емісії біткойнів обмежений аналогічно сумі членів спадної геометричної прогресії і не перевищить 21 млн. 28 листопада 2012 відбулося перше зменшення емісійної нагороди з 50 до 25 біткойнів. 2031 року емісія буде фактично зупинена (розмір винагороди 50 → 25 → 12.5 → … → 0). Формування блоків продовжиться й далі, але за них уже не буде фіксованої винагороди новими біткойнами. Передбачається, що поступово основним джерелом винагороди за формування нових блоків стануть комісійні збори.
Поточна стандартна порція нових біткойнів завжди додається до суми комісій з транзакцій (комісій може і не бути), включених у черговий блок. Загальну суму винагороди отримує той, хто сформував черговий блок.
Станом на 2021 рік, за оцінкою дослідників, на майнінг витрачається 121 терават-годин електроенергії на рік, що приблизно відповідає рівню споживання електроенергії у таких країнах як Аргентина, Україна та Норвегія. Кількість електроенергії, витраченої на майнінг, постійно зростає.

#### Пули
Для зменшення випадковості й більш рівномірного отримання біткойнів майнери використовують спеціалізовані вебслужби — пули (від англ. Pool — загальний фонд). Кожен учасник шукає свій варіант блоку і отримані результати направляє до пулу.
Пул отримує винагороду як якийсь потужний соло-майнер. Отримані біткойни пул розподіляє між учасниками відповідно до встановлених власником пулу правил.

#### Обсяг даних
Стандартні програми-клієнти орієнтовані на роботу з повною базою транзакцій. Програма-клієнт здатна працювати повністю автономно, як повноцінна мережа. Такий механізм забезпечує працездатність мережі без виділеного сервера і центрального агента, але змушує зберігати величезний архів усіх транзакцій. Станом на червень 2015 року розмір бази становив понад 42 ГБ. Після першого запуску на отримання, аналіз та збереження бази транзакцій може йти більше доби. У разі збільшення числа транзакцій до рівнів, порівнянних з популярними нині платіжними системами, проблема зберігання і передачі даних може унеможливити використання стандартних програмних клієнтів на більшості домашніх комп'ютерів. З цієї причини розроблені «тонкі клієнти», які зберігають на жорсткому диску тільки заголовки блоків (близько 80 байт), а повний вміст блоків завантажують в міру потреби. Це економить місце на диску, але не підходить для майнінгу.

### Конфіденційність
У системі вся інформація про транзакції відкрита, тобто не шифрована та не прихована, завжди є можливість відслідковувати рух біткойнів від адреси до адреси. Але при цьому відсутня інформація про власників адрес. Розробник Сатоші Накамото рекомендував для підвищення конфіденційності постійно створювати нові адреси (наприклад так, щоб ніколи не платити з однієї адреси двічі), що ускладнить співставлення з їхнім власником.
Згодом для додаткової конфіденційності було запропоновано «біткойн-міксери», які на вхід транзакції подають біткойни різних користувачів і одночасно роблять багато стандартизованих за розміром (однакових) платежів на різні адреси отримувачів. Це ускладнює співставлення, хто, куди і скільки платив.

## Історія розвитку
Ще задовго до створення Біткойну, 1983 року, Девід Чаум і Стефан Брендс запропонували перші протоколи «електронної готівки».
У травні 1997 року Адам Бек для протидії надсиланню спаму і DoS-атакам запропонував Hashcash, засновану на системі доказів виконання роботи. Згодом подібна система в інший реалізації стала частиною процедури створення нових блоків у біткойн-базі.
Ідеї криптовалюти «b-money» в 1998 році описав Вей Дай у розсиланні шифропанків. Незалежно від нього, приблизно в той же час аналогічні ідеї запропонував Нік Сабо для «bit-gold». Нік Сабо також запропонував модель ринкового механізму, заснованого на управлінні інфляцією, і досліджував деякі аспекти виявлення надійної інформації в ненадійній децентралізованій системі.
Пізніше Хел Фінні реалізував зв'язку ланцюжків хеш-блоків для системи Hashcash на базі чипу для шифрування IBM у рамках специфікації TPM. 31 жовтня 2008 року людиною або групою людей під псевдонімом Сатосі Накамото був опублікований файл з описом протоколу і принципу роботи платіжної системи у вигляді тимчасової мережі. За словами Сатосі, розробка почалася у 2007 році. У 2009 році він закінчив розробку протоколу і опублікував код програми-клієнта. Мережа була запущена.
Подальшу розробку організовує і координує співтовариство розробників, при цьому будь-які значні зміни у протоколі повинні бути прийняті більшістю власників майнінгових пулів. Перший обмін біткойнів на реальний товар стався у травні 2010 року — американець Ласло Ханеч за 10 000 біткойнів отримав дві піци.
10 грудня 2017 року Чиказька біржа опціонів CBOE розпочала торгівлю ф'ючерсами на біткойн. Наплив відвідувачів на сайт біржі був настільки значним, що сайт кілька годин був у непрацездатному стані.
На початку березня 2024 року Комісія з цінних паперів США (SEС) схвалила перший ETF для біткойна.

## Правовий статус
У різних країнах ставлення до системи «біткойн» значно відрізняється. У багатьох країнах статус досі не визначено або він змінюється. В окремих країнах операції з біткойнами офіційно дозволені. Зазвичай вони розглядаються як товар або інвестиційний актив і для оподаткування підпорядковані відповідному законодавству. Іноді біткойни визнають розрахунковою грошовою одиницею, в інших країнах, наприклад, в Японії, Bitcoin є законним платіжним засобом з податком на їх купівлю. В інших країнах (наприклад, у Китаї) операції з біткойнами заборонені для банків, але дозволені для фізичних осіб.
22 жовтня 2015 року Європейський суд ухвалив, що операції обміну біткойнів на фіатні валюти звільняються від ПДВ. У рішенні суду уточнюється, що закон про ПДВ поширюється на поставку товарів і надання послуг. Транзакції в біткойнах були віднесені до платіжних операцій з валютами, монетами і банкнотами, і тому не підлягають оподаткуванню ПДВ. Суд рекомендував усім країнам-членам Євросоюзу виключити криптовалюту з переліку активів, що підлягають оподаткуванню.
Україна встановила порядок декларування криптовалюти, де біткойни — це нематеріальний актив.
У 2021 році Сальвадор визнав біткойн законним платіжним засобом.

## Глобальні перспективи
Біткойни на добровільних засадах приймають у сотнях західних магазинів електроніки, косметики, компаніях з надання послуг хостингу, замовлення їжі, лотереї, віртуальні ігри тощо. У результаті переговорів з компанією Amazon було досягнуто домовленості про можливість оплати біткойнами в її інтернет-магазинах (сума покупки має перевищувати 30 доларів)[джерело?].
Слід згадати й про політичний компонент: після численних випадків закриття рахунків проєкту WikiLeaks у традиційних платіжних системах цей проєкт продовжив фінансування через біткойни.
Станом на липень 2017 року у Bloomberg відзначали, що використання біткойнів як платіжного засобу, зокрема роздрібними торговцями, постійно знижується. Лише три з п'ятисот найкращих онлайн-магазинів приймають біткойни. Відзначали, що біткойн набагато легше використовувати для спекулятивної торгівлі, ніж намагатись переконати когось продавати товари за біткойни. До того ж зі зростанням популярності спекулятивної торгівлі біткойнами зросли і час очікування підтвердження, і комісійні витрати. Комісія в біткойні переважно визначається у певній сумі, а не у відсотках до платежу. Через те, що такі витрати несе споживач, а не продавець, це впливає на загальну вартість товару в залежності від варіанту оплати, особливо на дрібних покупках.
Різна ситуація складається там, де обіг біткойнів регламентовано офіційно. У Сальвадорі, де закон вимагає від підприємств приймати біткойн як законний засіб платежу, 80 % з продавців усе одно відмовляються. Іран використовує біткойн для обходу економічних санкцій та обмежень. Штат Колорадо та кантон Цуг приймають сплату податків у біткойнах.
Але переважна більшість трансакцій станом на 2018 рік носила виключно спекулятивний характер і відбувалась в рамках торгівлі криптовалютами на сервісах обміну.

## Курс

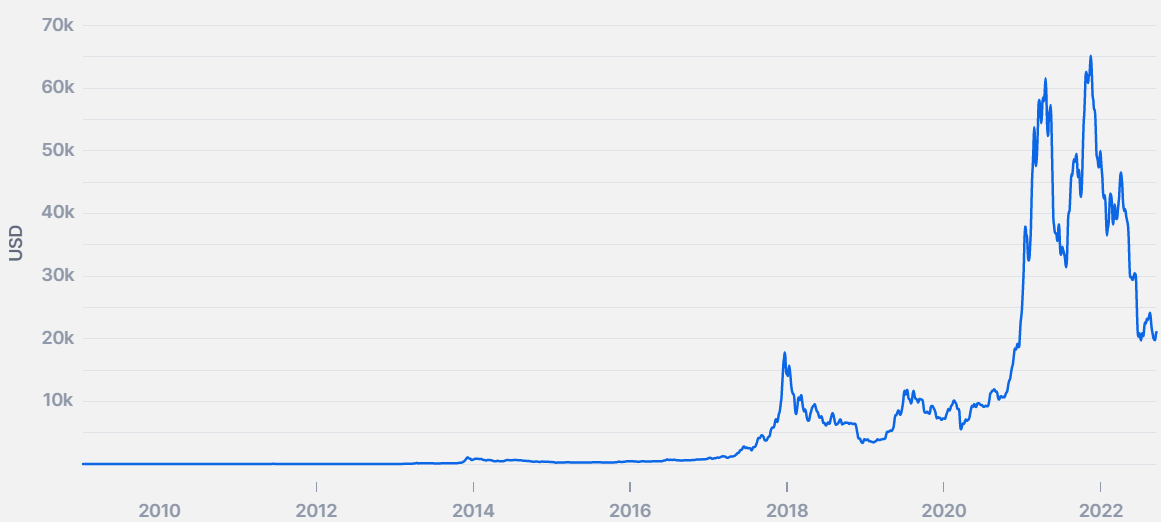
Лінійний графік курсу Bitcoin по відношенню до USD

Ціна біткойна на майданчиках обміну може коливатись у значних діапазонах, в залежності від попиту й пропозиції. Немає механізмів стримування ані зростання, ані падіння.
- У лютому 2011 року вперше курс обміну до долара США досяг стійкого паритету, а в деякі дні за 1 біткойн давали більше 1 долара.
- У квітні 2013 року курс біткойна стрімко зріс вище 200 доларів, але потім стабілізувався біля 100—130 доларів. Лише наприкінці жовтня почалось нове зростання і на початок грудня за біткойн давали вже більше 1100 доларів. Але відразу почався спад і рік було завершено на рівні 500—600 доларів за біткойн.
- Впродовж 2014 року ціна поступово знижувалась і в 2015 році стабілізувалась в межах 200—300 доларів. У листопаді 2015 року почалось зростання, яке продовжилось в 2016 році.
- Лише на початку 2017 року вартість 1 біткойна знову сягнула більше 1100 доларів, після чого з коливаннями почала поступово збільшуватись.
- У середині листопада 2017 року зростання курсу біткойна значно прискорилось і на середину грудня його ціна досягла 20 тис. доларів[44].
- 16 січня 2018 року ринок криптовалют обвалився[45]. Ціна впала до 10 тисяч доларів[46], що пов'язували з забороною сервісів обміну криптовалют у Китаї[47].
- У 2018 році курс біткойна поступово знижувався і 15 грудня впав до 3194 доларів, після чого розпочалось поступове зростання[48].
- Лише наприкінці листопада 2020 року курс перевищив попередній максимум 20 тис. доларів[49] і продовжив зростати.
- У січні 2021 року ціна перевищіла 40 тис. доларів і почала знижуватись, сягнувши 30 тисяч. Але 8 лютого 2021 року ЗМІ повідомили, що за звітністю компанії Tesla Inc. вона у січні купила біткойнів на 1,5 млрд доларів. Це викликало швидке зростання курсу[50][51][52][53]. 14 квітня 2021 року ціна біткойна сягнула майже 65 тис. доларів, після чого почала знижуватись, досягши до кінця травня знов відмітки 30 тис. Але після середини липня 2021 року почалось зростання.
- 9 листопада 2021 року біткойн досягнув ціни в $68530, що стало новим історичним максимумом для криптовалюти[54].
- У 2022 році курс знижувався і на кінець року коливався в межах 16—17 тис. доларів за біткойн.
- 2023 рік мав тенденцію до зростання курсу біткойна, але спостерігали зменшення кількості операцій. 12 серпня 2023 року обсяг торгів біткойнами на всіх майданчиках обміну становив 112 317 біткойнів, що стало найнижчим рівнем з 10 листопада 2018 року. У порівнянні з березневим максимумом в 3,5 млн біткойнів показник знизився приблизно на 94 %[55]. 2023 рік завершився коливаннями ціни в межах 40—45 тис. за біткойн.
- 13 листопада 2024 року біткойн перетнув позначку в $91 000, що стало новим історичним максимумом для криптовалюти[56].
- 20 січня 2025 року біткойн отримав рекордну позначку в $109 900

## Критика
Критика біткойнів йде від часу запуску системи і включає кілька головних положень.

### Нечесний початковий розподіл
Початковий розподіл монет надає значні переваги тим, хто почав емісію раніше. Як стверджується, біткойни поширюються («генеруються») як нагорода за розв'язок складної задачі підтримки протоколу. Недоліком є те, що обсяг роботи, потрібний для отримання однієї монети, більш ніж у 500 тис. разів перевищує обсяг роботи для створення перших монет. Чим більше людей приєднується до спільноти — тим важче стає генерувати монети.

### Емісія грошей поза контролем держави
Анонімність системи «біткойн» заважає державі контролювати фінансові потоки, в тому числі через кордон. У вересні 2014 року Банк Англії висловив побоювання, що якщо у системи «біткойнів» збільшиться популярність, то в крайньому варіанті можна втратити контроль над інфляцією.

### Обіг нелегальних товарів
Використання біткойнів у тіньовій економіці дозволяє забезпечити непідконтрольність національним органам влади торгівлю такими товарами як зброя, наркотики тощо. Як приклад подібної торгівлі ЗМІ найчастіше розглядають історію інтернет-магазину Silk Road. При цьому під час слухань у Сенаті США з приводу віртуальних валют зазначалося, що готівкові гроші для нелегальних операцій використовують набагато частіше, але це не стає підставою для критики або заборони готівки.

### Спекулятивна бульбашка
Багато економістів вважають систему «біткойнів» спекулятивною бульбашкою.
- Ексголова ФРС США Алан Грінспен 5 грудня 2013 року в інтерв'ю агентству Bloomberg заявив, що вважає біткойни «бульбашкою», оскільки, об'єктивно, біткойни не мають ніякої реальної вартості[62].
- Австралійський економіст Джон Квіггін вважає біткойни прийнятним інструментом розрахунків замість бартеру, але невідповідним на роль фінансового активу[63]. Базова вартість активів повинна формуватися або їх альтернативним використанням (як альтернативна вартість у золота або срібла), або їх прибутковістю (як теперішня вартість в акцій або облігацій). Але у біткойнів подібних джерел вартості немає. Якщо торговці відмовляться приймати їх як оплату за товари та послуги, їхня вартість стане нульовою.
- Роберт Шиллер, лауреат Нобелівської премії з економіки (2013), вважає, що біткойн «демонструє багато з характеристик спекулятивної бульбашки»[64].
- Девід Андолфатто, віцепрезидент Федерального резервного банку Сент-Луїса, вважає, що ціна біткойнів «складається виключно з бульбашки», хоча він визнає, що багато інших активів мають ціни вищі, ніж їх внутрішня вартість[65].
- Тімоті Лі з Washington Post у листопаді 2013 року зауважив, що спостерігаються цикли зростання і зниження ціни біткойнів, що не характерні для спекулятивної бульбашки. Він вказує, що для бульбашки характерно падіння ціни після того, як стає очевидним її спекулятивна завищеність і подальшого повернення не відбувається. Для біткойнів періоди зниження змінювалися новим зростанням навіть після виходу негативних новин[66].
- Відомий фінансист і автор економічного бестселера «The Black Swan» Насім Ніколас Талеб розкритикував цінність блокчейна і криптовалют як таких і передрік, що в кінцевому підсумку вони коштуватимуть нуль. Він стверджує, що Bitcoin успішний, «тому що ціна на нього зараз десятки тисяч доларів. Це не успіх для валюти. Валюта має бути стабільною. Якщо ти платитимеш ренту в біткойнах, ти можеш збанкрутувати в разі якщо він сильно піде вгору, а твій дохід прив'язаний до фіат-грошей. Нам потрібно розділяти оцінку цих валют і зручності», — зазначив він. Також він зазначив: «Це булька. І якщо вона здувається, це може завдати шкоди економіці…»[67].

### Дискусія про фінансову піраміду
- Колишній старший радник Казначейства США і Міжнародного валютного фонду Нуріель Рубіні в березні 2014 року заявив, що біткойн є варіантом фінансової піраміди[68].
- У цьому переконаний і Джонатан Тругман з New York Post[69].
- У 2012 році Європейський центральний банк у доповіді зазначив, що поки немає можливості оцінити, чи є робота системи «біткойн» фінансовою пірамідою[70].
- У 2014 році голова Банку Естонії обережно вказав на відсутність доказів того, що «біткойн» не є фінансовою пірамідою[71].
- У звіті 2014 року Всесвітнього банку вказується, що «всупереч широко поширеній думці, „біткойн“ не є навмисною фінансовою пірамідою»[72].
- На думку Еріка Познера, професора права в Університеті Чикаго, фінансова піраміда зазвичай має ознаки шахрайства, а ситуація з «біткойном» більше схожа на колективну ілюзію[73].
- Економіст Джеффрі Такер стверджує, що "є кілька ключових відмінностей між фінансовою пірамідою і «біткойн»[74].
- У звіті 2014 року Ради Федерації (Швейцарія) у відповідь на неодноразово підняте питання, чи є «біткойн» фінансовою пірамідою, зробили висновок, що ця система не надає типових обіцянок прибутку, тому і пірамідою не є[75].

### Витрати електроенергії
Створення (майнінг) біткойнів вимагає використання енергоємної обчислювальної техніки, що призводить до помітних екологічних наслідків. За останніми оцінками, на майнінг біткойнів потрібно стільки ж енергії, скільки споживає ціла Нова Зеландія, а можливо й більше. У перші дні існування біткойну всі необхідні підрахунки виконувалися на звичайних персональних комп'ютерах. Але зараз майнери використовують спеціально побудовані станції, оптимізовані під особливі алгоритми біткойну. Вартість «видобутку» формується головним чином з вартості використовуваної електроенергії. Щоб майнити з прибутком, треба мати доступ до найдешевшої електрики. Майнінг біткойну до 2017-18 років був сконцентрований у Китаї, де електрогенерація все ще сильно залежить від вугілля. Але через різноманітні заборони з боку китайської влади більшість китайських майнерів вивезли свої ферми для майнінгу до Канади або інших країн. Серед європейських країн майнінг досить сильно розвинений (станом на 2018 рік) в Естонії та Ісландії. Причому в Ісландії майнери вже споживають електроенергії більше, ніж корінні жителі країни.
Станом на 2021 рік, за оцінкою дослідників, на виробництво біткойнів витрачається 121 терават-годин електроенергії на рік, що приблизно відповідає рівню споживання електроенергії у таких країнах як Аргентина, Україна та Норвегія.
Станом на 2019 рік виробництво біткойнів було причиною викидів у атмосферу від 22 до 22,9 мільйона тонн вуглекислого газу, що приблизно відповідало рівню викидів, які генерують Йорданія чи Шрі-Ланка.
Станом на 2022 рік вважалося, що біткойн відповідає за 0,2 % світових викидів парникових газів.

## Поширення
Станом на серпень 2023 року, кількість адрес, на яких зберігається щонайменше один біткойн, перевищувала 1 млн. При цьому кількість адрес, де зберігається 0,1 біткойна, перевищувала 4,4 млн. Неможливо встановити, яка кількість людей володіє цими адресами через анонімність та можливість для однієї особи створення необмеженої кількості адрес.

### Біткойн в Україні
В Україні справжня популярність криптовалют розпочалася у 2014 році, коли ентузіасти створили громадську організацію, що має на меті поширення, розвиток та вивчення біткойн та інших віртуальних валют на території нашої держави — Bitcoin Foundation Ukraine (BFU). Приблизно в цей час також почали з'являтись перші компанії та агенції, які пропонували фізичний обмін криптовалют за готівку, а також здійснення грошових онлайн-операцій. За словами власників даних структур, фізичним особам, що досі не стикалися з такого типу транзакціями, ризиковано і технічно непросто здійснювати їх самостійно, саме тому подібного роду компанії беруть на себе роль своєрідного посередника, за що отримують плату у вигляді певних відсотків від загальної суми транзакції — подібно до звичайних банків.
BFU спільно з кількома іноземними статистичними компаніями провели дослідження щодо популярності та рівня використання біткойн в Україні. Дані вийшли дуже цікаві — Україна потрапила до першої десятки країн світу за використанням біткойн-нодів або вузлів, близько 40 % всіх угод з використанням даної криптовалюти були укладені на біржах з українським корінням. Фахівці пояснюють цей факт тим, що Україна також у числі перших за кількістю та якістю навчання ІТ-спеціалістів.
Також на сьогодні зацікавлення біткойном тільки зростає, як і зростає кількість компаній, чия робота базується на операціях з цією валютою. У великих містах навіть проводиться чимало спеціальних курсів, де навчають нюансам роботи з даною віртуальною валютою. А в Києві навіть створили офлайн-майданчик — Satoshi Square Kiev, на якому крім всього іншого також проводяться аукціони біткойнів.
Попри це, широка громадськість ще і досі мало знає про криптовалюти, в тому числі біткойн. Причиною цьому є той факт, що де-факто і де-юре платіжних систем, що працюють з криптовалютами, в Україні немає. Національний Банк України навіть дав свій коментар щодо використання даного типу валют — «…віртуальна валюта біткойн вважається грошовим сурогатом, який не має забезпечення реальною вартістю і не може використовуватися фізичними та юридичними особами на території України як засіб платежу, оскільки це протирічить нормам українського законодавства». За словами одного з засновників BFU, це не є правильно, адже по суті, тоді і валютного ринку в нашій державі теж немає, але це не заважає українцям купувати або продавати валюту в обмінниках.
Саме тому одним зі стратегічних напрямів роботи BFU можна вважати розробку та впровадження нормативно-правових актів та інших регуляторних документів законодавчого характеру, які б вивели учасників ринку біткойн з тіні.
З 19 грудня 2016 року Українська біржа запустила торгівлю ф'ючерсними контрактами на індекс Bitcoin. Специфікація контрактів зареєстрована в НКЦПФР. Це фактично перший регульований ринок у світі, який запропонував ф'ючерсні контракти на біткойн.
2016 року юридична компанія Axon Partners стала першою українською компанією, що внесла біткойни у свій статутний капітал.
До кінця вересня 2017 року в Україні планувалося надати криптовалюті певний правовий статус. Який саме, досі невідомо. Національний банк України (НБУ) не визнав Bitcoin ні валютою, ні платіжним засобом.

#### Обмін
У містах Києві та Одесі було встановлено Bitcoin-банкомати.
У липні 2020 року одна з найбільших криптобірж світу — Binance — запрацювала з українською гривнею. Перед цим було перекладено інтерфейс біржі українською мовою.

## Сайти з безкоштовними біткойнами
На кінець 2014 року існувало безліч сайтів з «безкоштовними» біткойнами («крани» біткойнів, англ. Bitcoin faucet), які пропонували всім бажаючим регулярно отримувати невелику кількість сатоші в обмін на виконання простих завдань, наприклад, клік на рекламному банері, перегляд вебсторінки протягом певного часу чи просто натиснути на капчу. Ці сайти зазвичай розміщують загальну інформацію про біткойни. При реєстрації треба повідомити біткойн-адресу для зарахування отриманих сатоші.
Типовий розмір винагороди становить менше 100 сатоші, але багато сайтів у формі лотереї розігрують досить великі суми. Зазвичай сайти не передають сатоші відразу, а ведуть накопичувальний облік нарахувань у власній системі, дозволяючи виводити від 10 000 і більше сатоші. Найчастіше діє обмеження за часом — після нарахування оголошується тайм-аут 1 годину до наступної призової події, що не дозволяє інтенсифікувати отримання в рамках одного сайту. Багато подібних сайтів мають систему реферальних виплат. З'явилися сайти, що забезпечують вхід одночасно на кілька сайтів з безкоштовними біткойнами — це дозволяє економити час на перемиканнях.
Бізнес-модель сайтів з виплатою безкоштовних сатоші будується на отриманні доходу від банерної реклами і плати за перегляд рекламних матеріалів з подальшим розподілом між зареєстрованими користувачами частини цього доходу.

## Цікаві факти
- Першими мільярдерами через біткойни стали брати Вінклвосси, які купили в 2013 році біткойнів на 11 млн дол. по 120 дол. за біткойн, станом на листопад 2017 року курс виріс до 11 000 дол., таким чином вартість їхніх біткойнів стала більша за 1 млрд доларів[92][93].
- Першим біткойн-мільярдером в Україні став Вячеслав Мішалов, станом на квітень 2021 року його задекларована сума біткойнів складала 18 000 монет, які коштували приблизно 1 млрд доларів (при курсі 58000 доларів за біткойн)[94][95].
- За оцінками спеціалістів Citibank, станом на початок 2018 року Україна — четверта країна у світі за вразливістю до падіння вартості біткойна. Вразливість оцінено через відсоток від ВВП, який складає капіталізація біткойна у країні, адже саме на стільки збідніють жителі країни, якщо вартість криптовалюти раптом упаде до нуля. П'ятірка найвразливіших країн: РФ, Нова Зеландія, Нігерія, Україна, Кенія. Так, вартість усіх біткойнів в РФ складає приблизно 5 % від її ВВП, для України цей показник 2,5 %, а для США — всього 0,17 %[96].
- В Україні першими мільярдерами (в гривнях) у 2018 році стали Дмитро Вікторович Палпатін (3,5 млрд) і Дмитро Іванович Голубов (2 млрд), які заявили, що свої кошти зберігають у біткойнах[97].
- У вересні 2021 року журнал Bitcoin Magazine відкрив представництво в Україні[98].